# Wang Zhongjun
Wang Zhongjun (chinois simplifié : 王中军), né le 30 novembre 1960 à Pékin, est un entrepreneur chinois, milliardaire, producteur de films et collectionneur d'art. Avec son frère Wang Zhonglei il a créé la société de divertissement chinoise Huayi Brothers Media. Il dirige, par ailleurs, le Musée de la chanson à Pékin (Musée d'art privé Wang Zhongjun), fondé par Huayi Brothers Media Co., Ltd et il en est le président.

## Biographie
Le père de Wang Zhongjun servait dans l'armée de Pékin, aussi dès sa plus jeune enfance, Wang fut habitué à mener la vie nomade des garnisons militaires affectées dans les campagnes. Wang Zhongjun a été admis à l'Académie centrale des beaux-arts de Chine (chinois simplifié : 中央美术学院 ; pinyin : zhōngyāng měishù xuéyuàn ; anglais : Central Academy of Fine Arts abrégé en CAFA), mais il n'a pas persévéré pas dans cette voie. C'est plus tard, à l'Université du Michigan américaine située à Ann Arbor dans le Michigan, qu'il a trouvé sa vocation d'homme d'affaires en suivant les cours de l'Université d'État de New York. Il y a obtenu une maîtrise en communication et en médias.

## Vie professionnelle
En 1994, lui et son frère Wang Zhonglei ont fondé la société Huayi Brothers (chinois simplifié : 華誼兄弟 ; pinyin : Huayì Xiongdi Chuanmei Gufen Youxian Gongsi) à Pékin. Huayi Brothers est une multinationale en Chine spécialisée dans le monde du spectacle et des divertissements notamment avec le cinéma, la télévision, la gestion de carrière artistique et la musique. Cette firme détient actuellement 26,14% des actions de la société.
En 2015, le magazine économique américain Forbes, a classé Wang au 30e rang des personnes les plus riches en Chine, avec une valeur nette de 1 milliard de dollars.

## L'artiste peintre
Wang Zhongjun a étudié l'art figuratif à l'académie des beaux arts. Il compose, ainsi, des toiles dans lesquelles se manifeste la représentation du visible, notamment dans l'architecture, les paysages, les natures mortes et les natures humaines. En 2013, une exposition personnelle intitulée "L'Armée chinoise et ses amis" s'est tenue à Pékin, et une vingtaine de ses œuvres peintes à l'huile y ont été exposées. Wang Zhongjun a déclaré lors de l'exposition: "Mes peintures ont beaucoup d'impact lorsqu'elles sont suspendues chez mes amis Ma Yun, Shi Yuzhu (en), Wang Feng et Song Dandan qui collectionnent mes toiles."  En 2012, il avait peint deux huiles sur toile, 80 × 60 cm "I'm not Pan Jinlian" et 70x60cm "I'm Not Pan Lotus d'or II . Le tableau "I'm Not Pan Jinlian" s'est vendu à 3,45 millions d'euros en 2016.

## Collections
Wang Zhongjun est un grand collectionneur d’œuvres d'art, de peintures à l'huile principalement celles de maîtres contemporains Ai Xuan, Yang Feiyun, Wang Yidong et Yuan Ggyang,,.

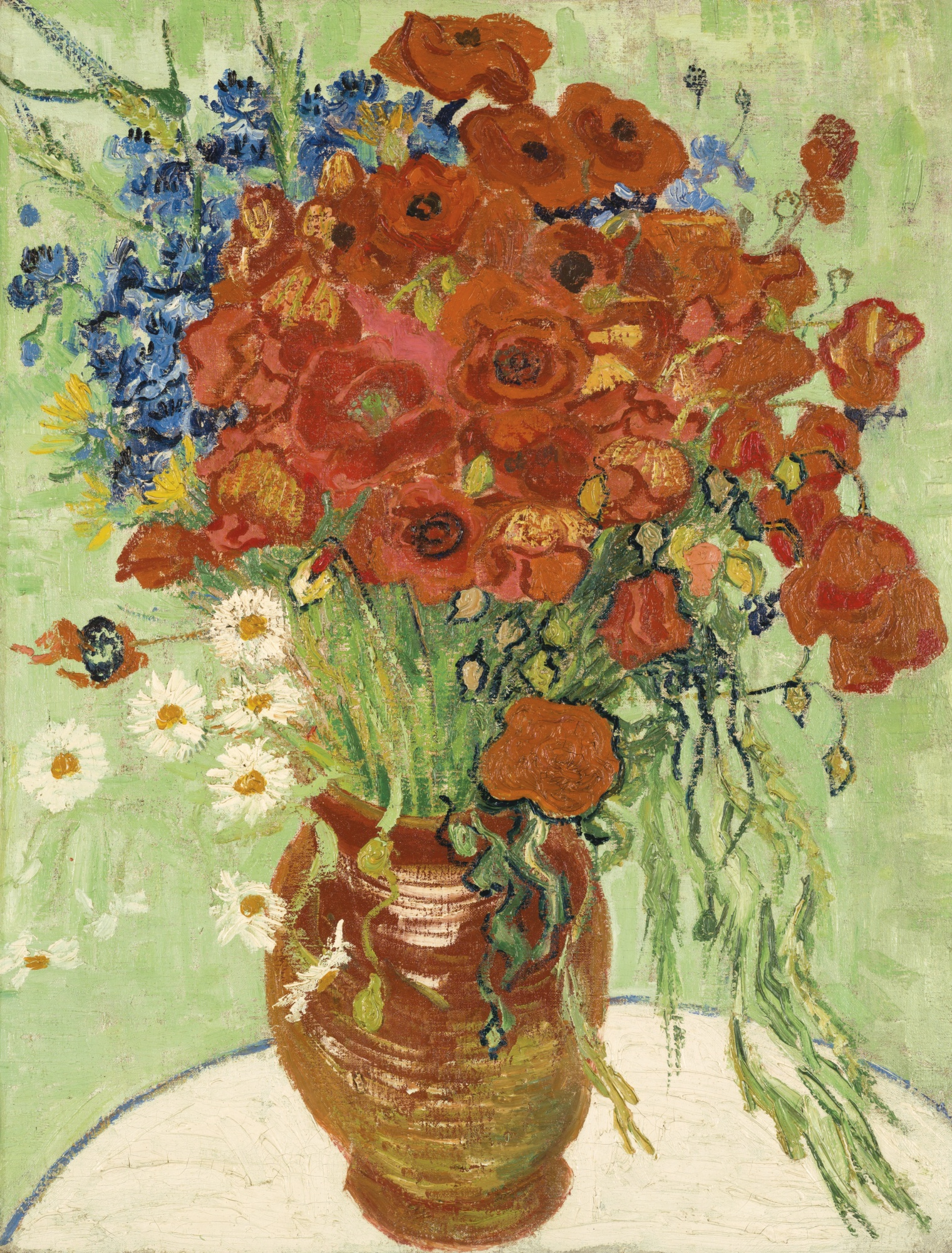
Vincent van Gogh, Vase avec barbeaux et coquelicots, F280 JH2032.

En novembre 2014, la vente aux enchères de Sotheby’s de Wang Zhongjun à New York s’élevait à environ 377 millions de yuans (amortissement de 55 millions de dollars, plus le prix de la commission s’élevant à 61,765 millions de dollars), ce qui est le prix le plus élevé des enchères occidentales des collectionneurs chinois) a acquis la toile à l'huile "Vase avec barbeaux et coquelicots F280 JH2032" de Van Gogh, le 5 mai 2015, à New York , lors de la vente aux enchères de Sotheby. A cet égard il se sépara d'une toile de Picasso de 1948 "Femme au chignon dans un fauteuil de Pablo Picasso" cédée pour 185 millions de yuans  .
Le 15 mai 2016, il a acheté une lettre pour la somme de 207 000 000 yens, rédigée par l'érudit chinois du XIe siècle, Zeng Gong , établissant un nouveau record pour une calligraphie chinoise .
Wang Zhongjun est également amateur de sculptures et de pièces antiques de grande valeur. Il possède, en outre une collection de voitures de sport et de luxe du constructeur allemand d'automobiles Mercedes-Benz.